# 刘彰顺
刘彰顺（韓語：유창순，1918年8月6日—2010年6月3日）大韩民国的经济界人士、企业家、政治家。雅号香西(향서)，本贯江陵。第15任国务总理。
平安南道安州郡出生，1937年毕业于平壤高等商业学校，曾留学美国。1945年韩国光复在汉城的朝鲜银行任职。1950年毕业于美国黑斯廷斯大学。1951~1960年任韩国银行东京分行行长。1952年兼任韩国银行纽约事务所所长。1956年兼任韩国银行调查部长。1960年任韩国复兴部次官兼外资厅长、韩国银行国际部长，同年9月任韩国银行副总裁。1961年5月担任韩国银行总裁，1962年-1963年任商工部长官，1963年任经济企划院长官，1965年任联合国韩国协会副会长。1967年任乐天制果会社会长，同年任韩国经营者协会副会长。1981年任全国经济人联合会副会长、和平统一咨询委员会委员、贸易协会会长、韩美经济合作委员会委员长、汉城奥林匹克委员会组织委员、联合国韩国协会会长。1982年1~6月担任第15届国务总理。
国务总理辞职后任任大韩红十字会总裁（~1985年）、产学协同财团理事、韩国经营者协会顾问。1983年2月任全国经济人联合会顾问。1985年任国政咨询委员会委员兼大信证券株式经济研究会会长。1986年任湖南石油化学株式会社会长、韩日协力委员会委员长。1987年任民间经济研究机关协议会长。1988年4月任经济结构调整咨询委员会委员、经济结构调整咨询会议议长。1989~1993年任全国经济人联合会会长及名誉会长、乐天制果公司(株)会长、湖南石油化学(株)会长、大信经济研究所会长等职。曾获红十字太极勋章。

## 学历
- 平安南道平壤商业学校毕业
- 美国黑斯廷斯大学经济系毕业
- 庆熙大学名誉经济学博士学位

| 前任： 안희경 | 第4任韩国采购厅厅长 1960年5月2日- 1960年5月10日                                         | 繼任： 김영원 |
| 前任： 丁來赫 | 第18任商工部长官 1962年7月10日- 1963年2月8日                                            | 繼任： 朴忠勳 |
| 前任： 南悳祐 | 第15任韩国国务总理 1982年1月23日 - 1982年6月24日 （代理：1982年1月4日 - 1982年1月22日） | 繼任： 金相浹 |
| 前任： 金裕澤 | 第5任韩国经济企划院院长 1963年2月—1963年4月                                             | 繼任： 元容奭 |